# Else Rijkens
Else Paula Thea Rijkens (Rotterdam, 29 november 1898 – Aix-les-Bains, 28 juni 1953) was een Nederlandse zangeres. Ze begon als sopraan, werd mezzosopraan tot alt.
Ze was dochter van boter/margarinefabrikant Luppo Rijkens en Franziska Tenbult, wonende aan de Diergaardelaan. Ze is de jongere zuster van Paul Rijkens. Ze was sinds 1941 getrouwd met jurist Melchior Jan Meihuizen, maar trad op onder haar eigen naam. Toon Kelder heeft haar vastgelegd op een houtskooltekening.
Ze kreeg haar lessen van Max Kloos (Amsterdam) en Ilona Durigo (Zwitserland). Haar debuut zou hebben plaatsgevonden rond 1914 bij de Arnhemsche Orkest Vereeniging met liederen van Gustav Mahler. Daarna zong ze in heel West-Europa, ook met haar begeleider pianist Hans Schouwman. Ze gaf sinds 1935 les aan de muziekschool der toonkunst in Nijmegen. Ze trad tussen 1934 en 1940 dertien keer op met Concertgebouworkest voornamelijk onder dirigent Willem Mengelberg, laatst met Shérérazade van Maurice Ravel.
Ze bewoog zich binnen de jet set van Europa; een deel van haar garderobe kwam terecht in de collectie van het Nederlands Kostuummuseum. Haar kleding uit de jaren 40 en 50 wordt regelmatig tentoongesteld, zo schreef Ietse Meij een begeleidend boekwerk bij de tentoonstelling Molyneux waar een deel uit de Rijkens’ collectie van couturiers (Cristobal Balenciaga, Pierre Balmain en Edward Molyneux) te zien was tussen 18 juni 1988 en 21 augustus 1988. In 2003 was weer een deel te zien in het Haags Gemeentemuseum, tussen kleding gedragen door Liesbeth List, Mies Bouwman, Ann Burton etc. Een deel van haar archief wordt beheerd door het Nederlands Muziek Instituut.